# Isabelle Axelsson
Isabelle Axelsson es una activista climática sueca de Estocolmo.
Axelsson ha sido activista y organizadora de Fridays for Future Suecia desde diciembre de 2018. A fines de enero de 2020, asistió al Foro Económico Mundial en Davos junto con otras activistas climáticas como Greta Thunberg, Luisa Neubauer, Loukina Tille y Vanessa Nakate
Fue colaboradora de un libro Gemeinsam für die Zukunft - Fridays For Future und Scientists For Future: Vom Stockholmer Schulstreik zur weltweiten Klimabewegung. En el libro, contribuyó con detalles de Fridays for Future, para darle al lector una perspectiva de alguien de dentro de Fridays for Future.
Axelsson tiene autismo.